# Hjälten från Öresund

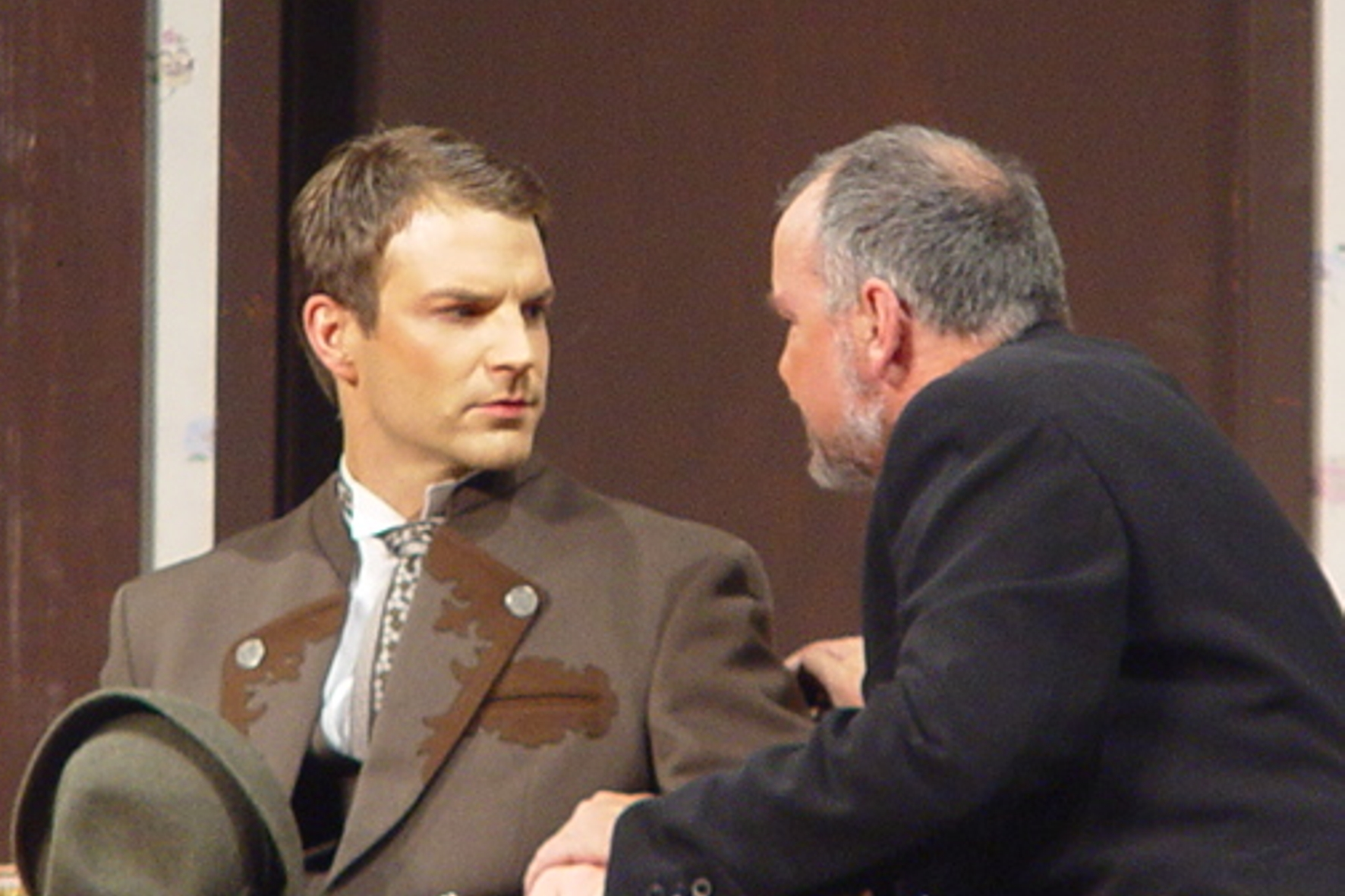
Norman Kalle och Jürgen Link-Hessing i Der kühne Schwimmer 2007.

Hjälten från Öresund (tyska: Der kühne Schwimmer) är en tysk fars av Franz Arnold och Ernst Bach, skriven 1926.

## Versioner på svenska
Nils Poppe och hans författarkollega Arne Wahlberg bearbetade och översatte pjäsen till svenska och spelade den på Fredriksdalsteatern i Helsingborg sommaren 1978. Nils Poppe spelade pjäsen ytterligare en gång, då som musikal under namnet Ta mej! Jag är din! 1987. Stefan & Krister kallade pjäsen för Bröstsim och gubbsjuka när de satte upp den på Vallarnas friluftsteater i Falkenberg 1999. Pjäsen har även kallats för Den glade simmaren och Räddaren i nöden. Sommaren 2008 gavs den på Fjäderholmarnas friluftsteater under titeln Fyra bröllop och ett bad med bland annat Ulf Brunnberg och Ola Forssmed i rollistan. Sommarsäsongen 2012 sattes stycket upp under titeln Hjälten från Kalmarsund på friluftsteatern i Kalmar.